# Filmfestivalen i Cannes

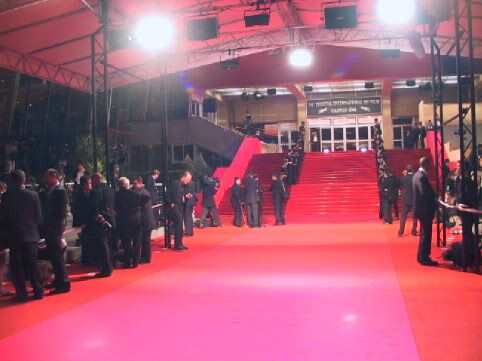
Röda mattan i Cannes 2001

Filmfestivalen i Cannes, Cannesfestivalen, officiellt Festival de Cannes, är världens mest prestigefyllda filmfestival. Den grundades 1946 av Jean Zay, och har hållits varje år sedan dess (med undantag för 1948, 1950 och 1968) i Cannes, en stad på Franska rivieran. De första åren hölls festivalen i september men sedan 1952 hålls den under andra hälften av maj månad.

## Beskrivning
Ursprungligen gavs pris till bästa film, bästa regissör samt bästa kvinnliga respektive manliga skådespelare. Genom årens lopp har antal pris utökats och idag är de mest kända och prestigefyllda priserna Guldpalmen (La Palme d'Or) och Juryns stora pris (Grand prix du Festival de Cannes).
I anslutning till filmfestivalen hålls flera andra viktiga evenemang, som exempelvis Quinzaine des Réalisateurs ("Regissörernas 15 dagar", engelska: Directors' Fortnight), Internationella kritikerveckan och Marché du Film ("Filmmarknaden"). Den senare har vuxit till den största filmmarknaden i världen och samlade år 2008 10 500 deltagare från 97 länder som representerade 4 173 företag.

## Historia

### Tidig historia
Så tidigt som 1938 började den franska ministern Jean Zay började planera för den första filmfestivalen i Cannes, men på grund av andra världskriget dröjde premiären tills 1946. Anledningen till att man ville skapa en stor internationell filmfestival, var att konkurrera ut den dåvarande största filmfestivalen i Venedig, som styrdes av fascister och nazister. Sedan 20 september 1946 har alltså filmfestivalen rullat på, med ett fåtal undantag, till exempel under majrevolten 1968, då många regissörer slöt upp bakom revolten.
Under första filmfestivalen 1946 visades bland annat filmer som Rom - öppen stad av Roberto Rossellini, Gilda av Charles Vidor, Notorious! av Alfred Hitchcock och den svenska Iris och löjtnantshjärta av Alf Sjöberg , som samma år belönades med Grand Prix för sin film Hets från 1944, och vid 1951 års festival även prisades för Fröken Julie.
Guldpalmen tillkom till festivalen först 1955. Flera svenskar har vunnit stora priser på filmfestivalen, bland annat Ingmar Bergman har vunnit priser för fyra av sina filmer (dock aldrig Guldpalmen), och skådespelare som Per Oskarsson och Pernilla August har fått priser för sina roller. 

### 2000-talet
2005 års festival gick av stapeln 11 maj med visningen av öppningsfilmen Lemming och festivalen avslutades den 22 maj. Tjugo filmer från tretton olika länder var utvalda för att tävla om priserna som utannonserades 21 maj. Guldpalmen gick detta år till de belgiska bröderna Jean-Pierre och Luc Dardennes film Barnet. Ingen svensk film var med i tävlan.
2006 års festival pågick mellan den 17 maj och 28 maj 2006, och den svenska filmen Kvinna vid grammofon av Ola Simonsson och Johannes Stjärne Nilsson var en av de tävlande. Guldpalmen vanns av regissören Ken Loach med filmen Frihetens pris, en film om den irländska frihetskampen.
2007 års festival invigdes 16 maj 2007, och 21 filmer från 15 olika länder var med och tävlade om Guldpalmen, vilken gick till den rumänska filmen Fyra månader, 3 veckor och 2 dagar av Cristian Mungiu.
2008 års festival pågick mellan den 14 maj och 25 maj 2008.
2009 års festival pågick mellan 13 maj och 24 maj 2009. De största priserna, Guldpalmen och Grand Prix, gick till filmerna Det vita bandet (Das weiße Band) respektive Un prophète. Jurypriset gick till Fish Tank och 박쥐 (Bakjwi).
2010 Priset Queerpalmen introduceras.
Sedan 2014 leds festivalen av Pierre Lescure, tidigare chef för TV-bolaget Canal+.
2017 belönades Ruben Östlund med guldpalmen för filmen The Square.
I mars 2020 meddelades att årets festival ställs in, med hänvisning till Covid-19-pandemin.

## Priser
Det mest prestigefyllda priset som delas ut i Cannes är priset Guldpalmen (La Palme d'Or) för den bästa filmen.
- Film
  - Palme d'Or - Guldpalmen
  - Grand prix - Juryns stora pris
  - Prix du Jury - Juryns pris
  - Palme d'Or du court métrage - Bästa kortfilm
  - Prix d'interprétation féminine - Bästa kvinnliga skådespelare
  - Prix d'interprétation masculine - Bästa manliga skådespelare
  - Prix de la mise en scène - Bästa regi
  - Prix du scénario - Bästa filmmanus
- Andra sektioner
  - Un certain regard - Ung talang, innovativa och djärva verk
  - Cinéfondation prizes - Studentfilmer
  - Caméra d'Or - Bästa långfilmsdebut
- Delas ut av oberoende enheter
  - Prix de la FIPRESCI - International Federation of Film Critics Prize (Internationella federationen av filmkritikers pris)
  - Vulcain Prize - Awarded to a technical artist by the C.S.T.
  - International Critics' Week Prizes
  - Prix du jury œcuménique
  - Queer Palm